# Jagdrecht (Deutschland)
Das objektive Jagdrecht ist ein Rechtsgebiet des öffentlichen Rechts in Deutschland und umfasst alle Rechtsnormen, die sich mit der Jagd in Deutschland beschäftigen. Es ist vom subjektiven Recht zur Jagd zu unterscheiden, das ebenfalls als Jagdrecht bezeichnet wird und mit dem Grundeigentum verbunden ist.

## Geschichte
Der Kern des materiellen Jagdrechts in Deutschland – die untrennbare Verbindung von Jagd und Grundeigentum – ist ein Erbe der deutschen Revolution von 1848/49. Das heutige materielle Jagdrecht basiert auf dem Bundesjagdgesetz, das in seiner ersten Fassung am 1. April 1953 in Kraft trat und die Bestimmungen des Reichsjagdgesetzes von 1934 weitgehend übernahm, sowie auf den Landesjagdgesetzen, deren Bedeutung durch die Einführung einer Abweichungsgesetzgebung der Länder 2006 bedeutend gestärkt wurde.

## Geltendes Jagdrecht

### Bundes- und Landesjagdgesetze
Nach Art. 74 Abs. 1 Nr. 28 des Grundgesetzes hat der Bund das Recht zur konkurrierenden Gesetzgebung auf dem Gebiete der Jagd. In Ausübung dieser Gesetzgebungskompetenz hat der Bund das Bundesjagdgesetz (BJagdG) erlassen. Daneben existieren in allen Bundesländern Landesjagdgesetze. Die Länder haben im Rahmen der Abweichungsgesetzgebung die Möglichkeit, mit neuen Landesjagdgesetzen vom alten Bundesjagdrecht abzuweichen. Mehrere Länder haben von der Regelung Gebrauch gemacht und Jagdrechtsnovellen verabschiedet. Auch das Europarecht hat Einfluss auf das deutsche Jagdrecht, z. B. durch die Vogelschutzrichtlinie oder die Fauna-Flora-Habitat-Richtlinien Entscheidungen des EuGH oder zur Entscheidung zur Befriedung von Jagdflächen aus ethischen Gründen.
Im Bundesjagdgesetz, den Landesjagdgesetzen und entsprechenden Ausführungsverordnungen sind alle die Jagdausübung betreffenden Regeln enthalten. Diese umfassen Vorschriften zu Jagd- und Schonzeiten, jagdbaren Tieren, erlaubten Jagdmethoden und legen fest, wer, wann, was, wo und wie jagen darf. So gilt beispielsweise mit wenigen Ausnahmen, wie etwa für die Jagd auf Schwarzwild, ein Nachtjagdverbot. Erwähnenswert ist in diesem Zusammenhang, dass zahlreiche Wildarten in den Ländern seit vielen Jahren unterschiedlich geschont sind, d. h. keine Jagdzeiten haben. Trotzdem gilt der Jagdschein bundeseinheitlich.
Im Kontrast zur legalen Jagdausübung bezeichnet die Straftat der Wilderei das Nachstellen, Fangen, Erlegen oder Aneignen von Wild unter Verletzung fremden Jagdrechts oder Jagdausübungsrechtes. Ebenso ist Wilderer, wer sich eine Sache, die dem Jagdrecht unterliegt, zueignet, beschädigt oder zerstört. Als Beispiel: Ein Stück Wild wird überfahren und als vermeintlicher Schadenersatz mit nach Hause genommen.

### Jagdrecht und Grundeigentum
In Deutschland ist das subjektive Jagdrecht, also das Recht an der Jagd, untrennbar mit dem Grundeigentum verbunden. Das vom subjektiven Jagdrecht zu unterscheidende Jagdausübungsrecht, also das Recht zur praktischen Ausübung der Jagd, ist mit einer Mindestgröße von zusammenhängendem Grundeigentum verknüpft.

### Jagdbezirk
Die Ausübung des Jagdrechts ist nur in den auch Jagdrevier genannten Jagdbezirken erlaubt. Die Inhaber des Jagdausübungsrechts, wie etwa Eigenjagdbesitzer und Jagdpächter, werden als Jagdausübungsberechtigte oder Revierinhaber bezeichnet. Mit Ausnahme der Schädlingsbekämpfung ist die Jagd nur außerhalb von befriedeten Bezirken (zum Beispiel Wohngrundstücken, Gärten etc.) erlaubt. Alle Grundflächen innerhalb eines Jagdbezirks gehören diesem an.

#### Eigenjagdbezirk
Zusammenhängendes Grundeigentum ausreichender Größe bildet einen Eigenjagdbezirk (z. B. gemäß BJagdG 75 ha, davon abweichend in Bayern 81,755 ha, im Hochgebirge 300 ha). Der Eigentümer oder alleinige Nutznießer eines Eigenjagdbezirkes ist jagdausübungsberechtigt. Er kann die Jagd dort in Eigenbewirtschaftung ausüben (persönlich, wenn er einen Jagdschein besitzt, von angestellten Jägern sowie durch Ausgabe von Jagderlaubnisscheinen) oder den Eigenjagdbezirk an einen pachtfähigen Jäger verpachten.

#### Gemeinschaftlicher Jagdbezirk und Jagdgenossenschaft
Flächen, die zu klein für einen Eigenjagdbezirk sind, werden von Gesetzes wegen in einem gemeinschaftlichen Jagdbezirk zusammengeschlossen und von einer Jagdgenossenschaft verwaltet, in der die betreffenden Eigentümer zusammengeschlossen sind. Das der Jagdgenossenschaft als ganzes zustehende Jagdausübungsrecht im so entstandenen gemeinschaftlichen Jagdbezirk kann analog zum Eigenjagdbezirk in Eigenbewirtschaftung ausgeübt werden (von angestellten Jägern) oder verpachtet werden.

##### Pflichtmitgliedschaft und Befriedung aus ethischen Gründen
Die Jagd auf dem Grundbesitz darf nicht gegen den erklärten Willen des Grundbesitzers durchgeführt werden, auch wenn die Fläche unter derjenigen für eine Eigenjagd liegt.
Die Große Kammer des Europäischen Gerichtshofs für Menschenrechte (EGMR) stellte am 26. Juni 2012 fest, dass es gegen die Menschenrechte verstößt, wenn Grundstückseigentümer in Deutschland dazu verpflichtet werden, einer Jagdgenossenschaft zwangsweise beizutreten und die Jagd auf ihren Grundstücken zu dulden, obwohl die Jagd ihren eigenen ethischen Vorstellungen und ihrer Moral widersprechen. Die Bundesregierung legte daraufhin einen Gesetzentwurf vor, der die Vorgaben des Europäischen Gerichtshofes für Menschenrechte umsetzt, dabei die Hürden für eine Befriedung aus ethischen Gründung aber sehr hoch ansetzt, um eine ordnungsgemäße Jagdausübung aufrechtzuerhalten. Das Gesetz wurde vom Bundestag 2013 angenommen.

### Jagdgast
Der Jagdgast, welcher ebenfalls einen gültigen Jagdschein besitzen muss, geht auf Einladung eines anderen Jägers (Eigenjagdbesitzer, Jagdpächter) in dessen Revier zur Jagd. Dieses Recht zur Ausübung der Jagd kann wiederum entgeltlich oder unentgeltlich erteilt werden. Die Einladung erfolgt normalerweise schriftlich und wird so formuliert, dass sie als Jagderlaubnis gilt. Es spricht jedoch nichts dagegen, wenn der Jagdausübungsberechtigte einen befreundeten Jäger mündlich einlädt und diesen jagen lässt, solange er selbst in wenigen Minuten vor Ort sein kann.

#### Jagderlaubnisschein
Der Inhaber eines Jagderlaubnisscheins ist ein Jäger mit gültigem Jagdschein und hat von einem Eigenjagdbesitzer oder Jagdpächter eine schriftliche Jagderlaubnis, den Jagderlaubnisschein erhalten, der entgeltlich oder unentgeltlich vergeben werden kann. Durch diesen erhält er die Möglichkeit zur Jagdausübung im Revier seines Jagdherrn. Er ist nicht jagdausübungsberechtigt, sondern hat die Erlaubnis zur Ausübung der Jagd durch den Berechtigten in dessen Abwesenheit.
Der Inhaber eines unentgeltlichen Jagderlaubnisscheins („Begehungsschein“) ist im rechtlichen Sinne Jagdgast im Revier. Der Inhaber eines entgeltlichen Jagderlaubnisscheines ist im rechtlichen Sinne auch Jagdgast. Er wird aber bei der maximalen Anzahl der Jagdpächter wie diese angerechnet. Aneignungsberechtigt bei Sachen, die dem Jagdrecht unterliegen, ist weiterhin nur der Pächter. Der Jagdgast nimmt sie für den Jagdpächter in Besitz. Eine Wildbretübernahme kann vereinbart werden (z. B. „1 Bock, 1 Ricke, 2 Kitze“). Werden derartige Regelungen jedoch zu umfassend formuliert (z. B. „alle Rehe, die gemäß Abschussplan erlegt werden dürfen“), besteht die Gefahr, dass es sich nicht um eine entgeltliche Jagderlaubnis, sondern eine Unterverpachtung handelt, aus der sich weitere Rechte und Pflichten ergeben.
In Bundes- oder Landesforsten wird oft ein Jagderlaubnisschein für einen Revierteil (Pirsch- oder Hegebezirk) ausgestellt. Es handelt sich hierbei nicht um eine Jagdpacht, sondern um einen Jagderlaubnisschein. Auch wenn der Pirschbezirksjäger die Jagd ganzjährig alleine in seinem Pirschbezirk ausübt und dabei weitgehende Freiheiten genießt, ist seine rechtliche Stellung die eines Jagdgastes.

### Jagdschutzberechtigte
Neben den zuständigen öffentlichen Stellen sind sowohl der Eigenjagdbesitzer als auch der Pächter einer Gemeinschaftsjagd jeweils als ausschließlich Jagdausübungsberechtigter eines Jagdreviers befugt, den Jagdschutz in ihren Revieren auszuüben. Hierzu kann  auch ein Jagdaufseher angestellt werden, der von der zuständigen Behörde bestätigt werden muss. Der Jagdausübungsberechtigte kann Aufgaben des Jagdschutzes an Jagdgäste übertragen, ist aber für die Handlungsweise der Jagdgäste in diesem Bereich verantwortlich. Ohne ausdrückliche Erlaubnis ist der Jagdschutz einem Jagdgast nicht gestattet.
Der Jagdschutz ist im Bundesjagdgesetz geregelt und besteht darin, Wildtiere zu schützen und zwar vor Wilderei, Futternot und Wildseuchen sowie vor wildernden Hunden und Katzen. Darüber hinaus ist Sorge zu tragen, dass die zum Schutz des Wildes und der Jagd erlassenen Vorschriften eingehalten werden.
Jedes Bundesland kann in seinem Jagdgesetz den Jagdschutz noch weiter ausgestalten. Während das Bundesjagdgesetz beispielsweise pauschal festlegt, dass Wild vor Futternot zu schützen ist, regeln die Landesgesetze oft, zu welchen Jahreszeiten das Füttern erlaubt ist, welche Witterungsverhältnisse dazu vorliegen müssen, wie viel und was gefüttert werden darf, und Ähnliches mehr.
Bestätigte Jagdaufseher, die Berufsjäger oder forstlich ausgebildet sind, haben im Revier die Rechte und Pflichten von Polizeibeamten und Befugnisse einer Ermittlungsperson der Staatsanwaltschaft. Sie dürfen Personen anhalten und deren Personalien feststellen, wenn diese unberechtigt jagen oder gegen jagdrechtliche Vorschriften verstoßen. Sie dürfen ihnen Wild, Waffen, Fanggeräte, Hunde oder Frettchen abnehmen.

Jagdschutzberechtigte dürfen unter bestimmten Voraussetzungen wildernde Hunde und Hauskatzen töten. Unterschiedliche Regelungen in den Jagdgesetzen der Bundesländer sind zu berücksichtigen, wobei einige Länder etwa das Töten von Katzen ganz untersagen.

### Jagdpacht
Jagdpächter darf nur werden, wer seinen Jagdschein länger als drei Jahre besitzt (In Sachsen ist diese Voraussetzung seit 2013 laut Landesjagdgesetz entfallen). Mit Erlangung dieser Pachtfähigkeit kann der Jäger ein Jagdrevier allein oder gemeinsam mit weiteren Jägern pachten. Der Vertrag muss schriftlich abgeschlossen und der Jagdbehörde eingereicht werden. Die Mindest-Pachtdauer ist meist (landes)gesetzlich festgelegt und beträgt heute in der Regel zehn Jahre, früher neun Jahre bei Niederwild- und zwölf Jahre bei Hochwildrevieren. Die Größe einer individuell gepachteten Fläche wird landesrechtlich eingeschränkt. Alles andere – zum Beispiel die Form der Wildschadensregulierung – ist frei verhandelbar. Mit der Pacht verleihen die Grundbesitzer dem Jagdpächter das Jagdausübungsrecht.

### Bejagungszwang
In Ländern, in denen das Jagdrecht ein Ausfluss des Grundeigentums ist und die so das  Revierjagdsystem pflegen (z. B. Deutschland, Österreich, Luxemburg), sind alle Flächen, die nicht als befriedete Bezirke von der Jagd ausgenommen sind, Teile eines Jagdreviers.
Seit 6. Dezember 2013 kann auf Antrag und durch gerichtliches Urteil nach § 6a BJagdG aus ethischen Gründen ein Jagdbezirk befriedet werden.
In den meisten deutschen Bundesländern gibt es Rotwildbezirke, das sind durch Verordnungen festgelegte Gebiete, in dem Rotwild als Standwild vorkommen darf. Außerhalb dieser Gebiete (rotwildfreies Gebiet) besteht ein Abschussgebot. Rotwildbezirke sind in Europa eine einmalige Regelung.

#### Geschichte
Vorangegangen waren Einsprüche und Prozesse von Grundeigentümern, die die Jagd aus ethischen Gründen ablehnen.
Das deutsche Bundesverfassungsgericht lehnte 2006 eine Verfassungsbeschwerde in dieser Sache mit der Begründung ab, dass die Grundrechte des Beschwerdeführers nicht verletzt seien, weil er nicht selbst an der Jagd teilnehmen müsse. Ein Gewissenskonflikt sei deswegen nicht gegeben, weil der Grundeigentümer hier keine Entscheidungsbefugnis habe. Im Januar 2011 scheiterte die Klage eines Jagdgegners gegen die Zwangsmitgliedschaft in der Jagdgenossenschaft vor dem Europäischen Gerichtshof für Menschenrechte. In der Begründung wurde unter anderem ausgeführt, dass die Jagd der Kontrolle der Wildbestände und somit auch der Vermeidung von Wildschäden diene, und helfe, die Artenvielfalt zu erhalten. Das Recht am Privateigentum des Klägers werde nicht verletzt. Nachdem der Fall im Juni 2011 auf Antrag des Beschwerdeführers an die Große Kammer verwiesen worden war, entschied der Europäische Gerichtshof für Menschenrechte am 26. Juni 2012, dass eine solche grundsätzliche, verpflichtende Duldung der Jagd nicht zumutbar sei und für Grundstücksbesitzer, die die Jagd ablehnen, eine unverhältnismäßige Belastung darstelle.
In Reaktion auf das Urteil des EGMR beschloss der Bundestag eine Änderung des Bundesjagdgesetzes, die den Forderungen des Gerichts nachkam und am 6. Dezember 2013 in Kraft trat. Nach der Neuregelung muss jeder Grundeigentümer, der eine natürliche Person sein muss, sein ethisches Verständnis darlegen, ehe dann im Einzelfall gerichtlich entschieden wird.